# لذت آشرام
لذت آشرام یا آناند آشرام (به هندی: Anand Ashram) فیلمی هندی محصول سال ۱۹۷۷ و به کارگردانی شاکتی سامانتا است. در این فیلم بازیگرانی همچون آشوک کومار، اوتام کومار، شارمیلا تاگور، راکیش روشن، موشومی چاترجی و اوتپال دوت ایفای نقش کرده‌اند.